# Mark Tobey
Pour les articles homonymes, voir Tobey.
Mark Tobey (1890-1976) est un peintre abstrait américain.
Ayant étudié la calligraphie chinoise et la peinture zen, il développe à partir de 1935 une peinture méditative constituée d'un fourmillement de signes.

## Biographie
Mark George Tobey naît en 1890 à Centerville (Wisconsin). En 1893 sa famille s'installe à Chicago. Après y avoir fréquenté l'Institut d'art de 1906 à 1908, il part en 1911 à New York, où il travaille comme portraitiste et dessinateur de mode. Il réalise sa première exposition en 1917 à la galerie Knoedler.
Tobey se convertit en 1918 à la religion baha'ie. Après avoir divorcé, il s'installe en 1922 à Seattle, rencontre en 1923 Teng Kuei, étudiant et peintre chinois, qui l'initie à la calligraphie et enseigne l'art jusqu'en 1925 puis effectue un voyage en France (Paris, Châteaudun) et en Catalogne (Barcelone), en Grèce, à Constantinople, Beyrouth, Haïfa, où il s'intéresse aux écritures arabe et persane.
En 1927, Tobey rentre à Seattle et participe en 1928 à la fondation de la Free and Creative Art School. En 1929 Alfred Barr présente ses œuvres au Museum of Modern Art de New York. De 1930 à 1937 il s'installe dans le Devonshire, enseignant à la Dartington Hall (en) School.
Il devient un ami proche du célèbre potier Bernard Leach, qui était aussi sur la faculté. Introduit par Tobey au baha'isme, Leach se convertit. Durant cette période, Tobey voyage en Europe mais aussi au Mexique en 1931, en Palestine en 1932. En 1934, pour étudier la calligraphie et la peinture, il séjourne en Chine chez Teng Kuei puis au Japon au monastère zen de Kyoto. De retour en 1935 en Angleterre il peint, en novembre ou décembre, plusieurs toiles (Broadway, Welcome Hero, Broadway Norm) dans une « écriture blanche » (White writing) qui sera la caractéristique essentielle de son œuvre et qui, selon les critiques, aura une influence décisive sur l'itinéraire de Jackson Pollock.
En 1939 Tobey rentre à Seattle, étudie le piano et la théorie de la musique, développe en 1942 son expérience calligraphique, expose à New York en 1944 et 1951, à Paris, galerie Jeanne Bucher, en 1955. Il reçoit en 1956 le Guggenheim International Award, présente en 1958 une exposition rétrospective au Seattle Art Museum et obtient le grand prix de peinture de la Biennale de Venise. 
Tobey peint en 1959 une fresque pour la bibliothèque nationale de Washington, s'établit à Bâle en 1960, reçoit en 1961 le premier prix de l'Institut Carnegi de Pittsburgh et expose à Paris au musée des arts décoratifs. En 1962 le Museum of Modern Art organise une nouvelle rétrospective de son œuvre. En 1966 il voyage à Haifa et à Madrid où la visite du Prado le marque profondément. Il expose à New York en 1967, au musée de Dallas en 1968, à la galerie Hervé Odermatt à Paris (avec Avigdor Arikha, Balthus, François Heaulmé, Giorgio Morandi et Serge Poliakoff), au musée de Washington en 1974.
Mark Tobey, que l'on a nommé « le vieux maître de la jeune peinture américaine », meurt à Bâle en 1976, à 85 ans.

## Musées
Autriche
- Neue Galerie, Universalmuseum Joanneum, Graz

Belgique
- Musées royaux des Beaux-Arts de Belgique, Bruxelles

Espagne
- Reina Sofía National Museum, Madrid
- Musée Thyssen-Bornemisza, Madrid « http://www.museothyssen.org/thyssen_ing/coleccion/buscador_resultados.jsp?autor=TOBEY,%20Mark&titulo= »(Archive.org • Wikiwix • Archive.is • Google • Que faire ?)

États-Unis
- Musée des beaux-arts de San Francisco
- Guggenheim Museum, New York
- Museum of Modern Art, New York
- National Gallery of Art, Washington
- The Phillips Collection, Washington
- Addison Gallery of American Art, Andover, Massachusetts
- Art Gallery of the University of Rochester, New York
- Block Museum of Art at Northwestern University, Illinois
- Brigham Young University Museum of Art, Utah
- Cleveland Museum of Art, Ohio
- Delaware Art Museum
- DePaul University Museum, Chicago
- Harvard University Art Museums, Massachusetts
- Hirshhorn Museum and Sculpture Garden, Washington
- Museum of Contemporary Art, Los Angeles
- Portland Art Museum, Oregon
- The Smithsonian American Art Museum, Washington
- The Art Gallery at the University of Maryland
- Westmoreland Museum of American Art, Greensburg, Pennsylvania

Royaume-Uni
- Tate Gallery, Londres

Italie
- Peggy Guggenheim Collection, Venise

Suisse
- Kunstmuseum Basel Bâle
- Musee Jenisch, Vevey

### Source
- Mark Tobey sur The Online Encyclopedia of Washington State History (bibliographie complète en anglais)